# Chalèze
Chalèze is een gemeente in het Franse departement Doubs (regio Bourgogne-Franche-Comté) en telt 390 inwoners (2004). De plaats maakt deel uit van het arrondissement Besançon.

## Geografie
De oppervlakte van Chalèze bedraagt 5,7 km², de bevolkingsdichtheid is 68,4 inwoners per km².

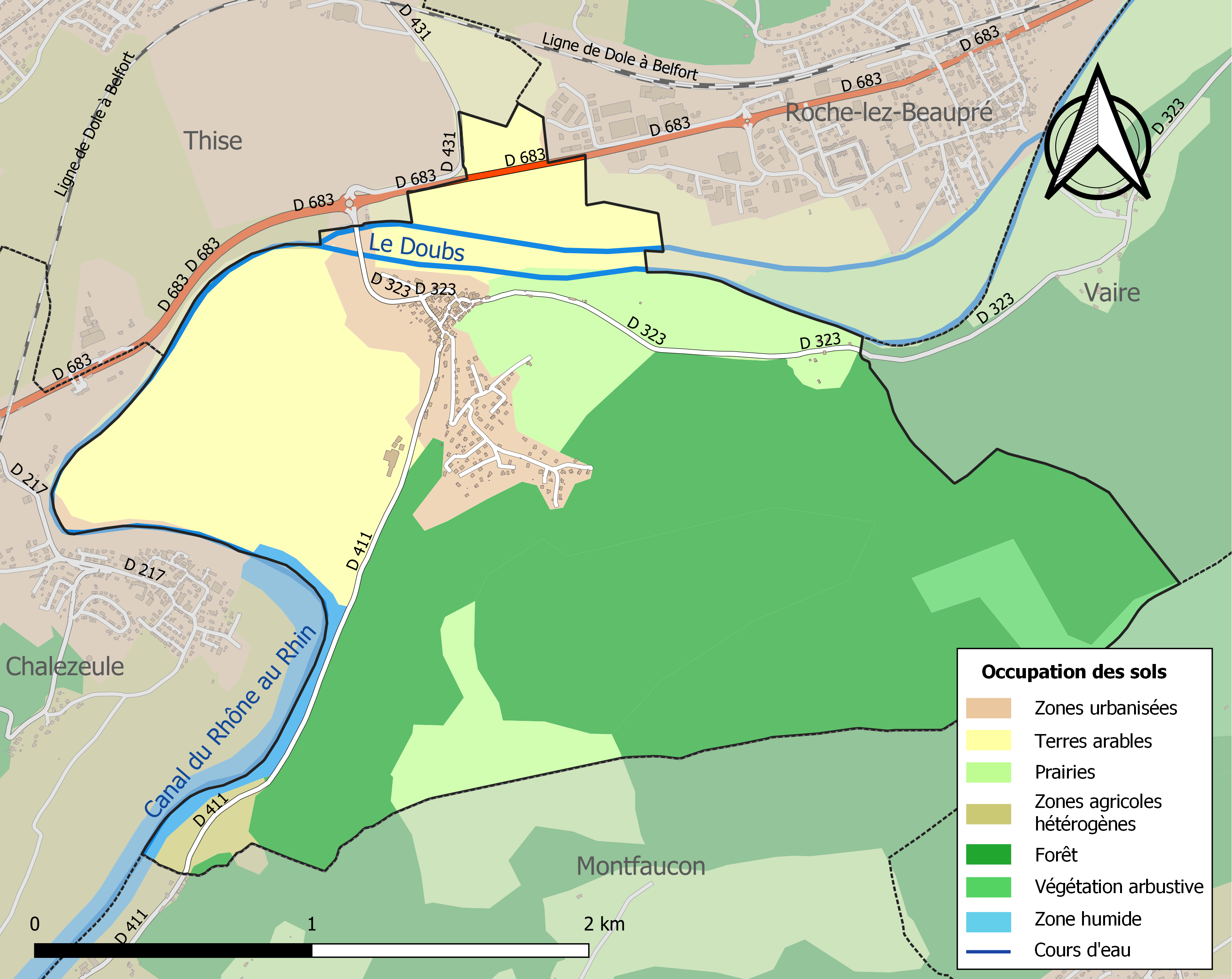
Kaart van de gemeente met de belangrijkste infrastructuur, bodemgebruik en omliggende gemeenten

De gemeente wordt doorkruist door het oude aquaduct van de bronnen van Arvier naar Vesontio (Besançon). Het aquaduct ligt grotendeels ondergronds maar kan plaatselijk nog waargenomen worden.

## Demografie
Onderstaande figuur toont het verloop van het inwonertal (bron: INSEE-tellingen).